# أندي بولو
أندي بولو (Andy Polo) (مواليد 29 سبتمبر 1994)، هو لاعب كرة قدم كان يلعب كمهاجم. يلعب مع منتخب بيرو لكرة القدم منذ عام 2016.

## وصلات خارجية
- أندي بولو على موقع الدوري الأمريكي (الإنجليزية)
- أندي بولو على موقع قاعدة بيانات كرة القدم.إي يو (الإنجليزية)
- أندي بولو على موقع ناشيونال فوتبول تيمز (الإنجليزية)
- أندي بولو على موقع Soccerway.com (الإنجليزية)
- أندي بولو على موقع عالم كرة القدم.نت (الإنجليزية)
- أندي بولو على موقع AS.com (الإسبانية)